# 勒尼奥环形山
勒尼奥环形山（Regnault）是靠近月球背面西北边沿的一座大型古撞击坑，约形成于39.2-38.5亿年前的酒海纪，其名称取自十九世纪法国化学家暨物理学家亨利·维克托·勒尼奥（1810年-1878年），1935年被国际天文学联合会正式批准接受。

## 描述

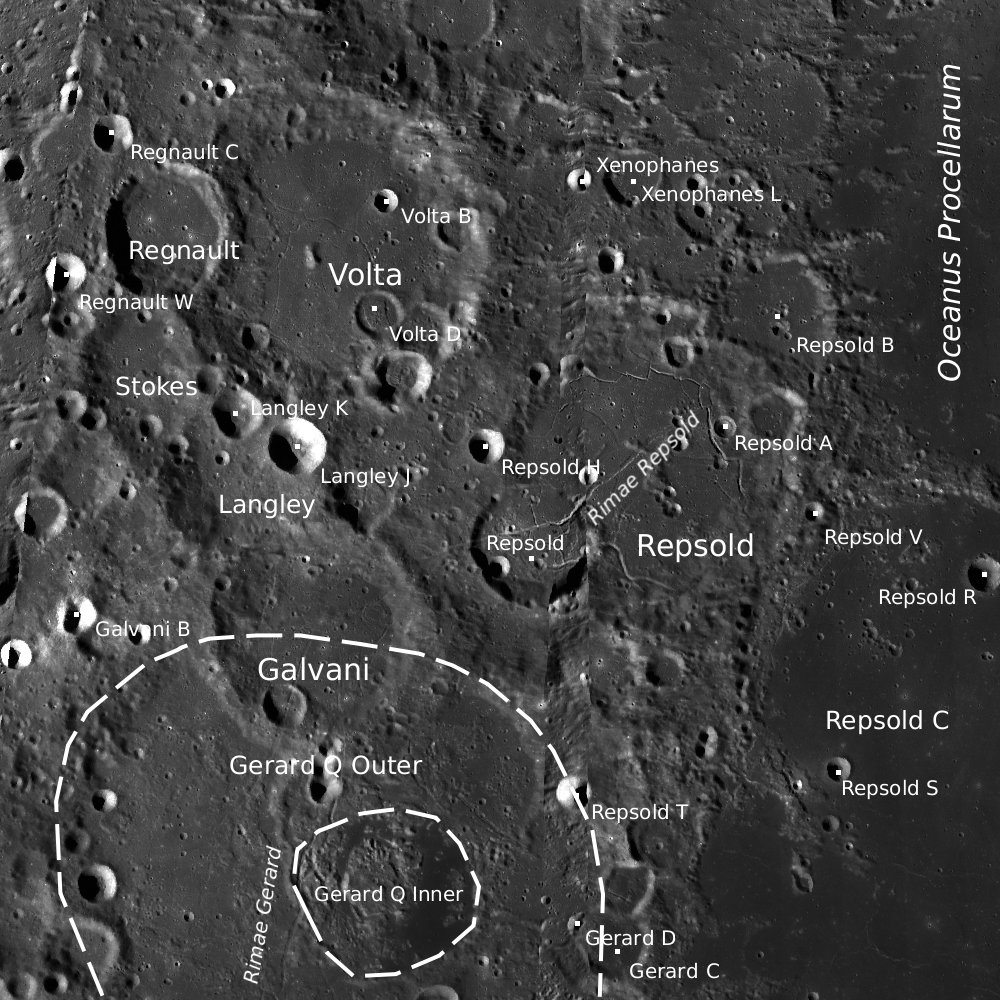
勒尼奥环形山的周边，月球勘测轨道飞行器拍摄。

该陨坑覆盖在巨大的伏打环形山西侧坑壁上，西北毗邻波乔布特环形山、南面与略小的斯托克斯环形山相接壤，往东越过伏打环形山则与色诺芬尼环形山相接近，更远处则是浩瀚的风暴洋。
该陨坑中心月面坐标为54°02′N 87°53′W / 54.04°N 87.88°W，直径51.31公里，深度约2.37公里。
勒尼奥环形山外观呈多边形状，南北方向略长。东侧壁因重叠在伏打环形山的坑壁上，因而没有西侧壁清晰明显，南侧壁随斯托克斯环形山的切入而略显平直，而北侧壁上则横跨一座细小的撞击坑。
勒尼奥环形山尚未受到严重的侵蚀磨损，内侧坡壁宽窄不等，其中南侧部分最宽厚，且仍保留有一些微弱的阶地状结构残迹。坑壁最大高出周边地形1140米，内部容积约2124立方千米。坑底表面相对平坦，仅显示有一些微小的撞击坑，无中央峰。

该环形山在月球上位于从地球上不利于观察的位置，其显示角度非常低，细节难以看清，且能见度主要受制于月球的摄动。

## 卫星陨石坑
按惯例，最靠近勒尼奥环形山的卫星坑将在月图上以字母标注在它的中心点旁边.

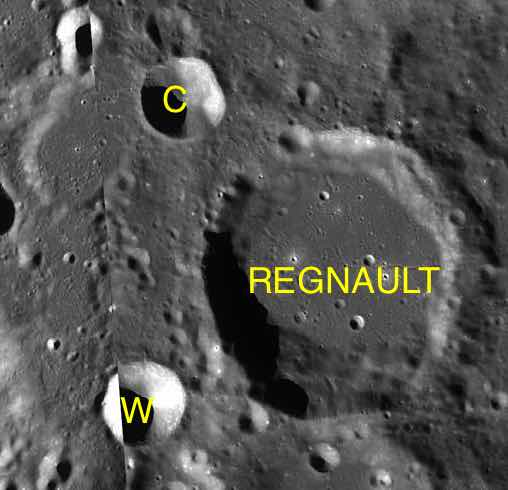
LAC-21 区域图

| 勒尼奥 | 纬度    | 经度    | 直径    |
| ------ | ------- | ------- | ------- |
| C      | 55.2° N | 89.2° W | 14 公里 |
| W      | 53.5° N | 89.9° W | 15 公里 |

## 参引资料
1. 1 2 3 4  Lunar Impact Crater Database
2. ↑   (PDF).   [2017-03-07]. （原始内容存档 (PDF)于2013-02-20）.
3. ↑  .   [2017-03-07]. （原始内容存档于2018-07-02）.

## 另请参阅
- Andersson, L. E.; Whitaker, E. A. . NASA RP-1097. 1982.
- Blue, Jennifer. . USGS. July 25, 2007  [2007-08-05]. （原始内容存档于2012-04-08）.
- Bussey, B.; Spudis, P. . New York: Cambridge University Press. 2004. ISBN 978-0-521-81528-4.
- Cocks, Elijah E.; Cocks, Josiah C. . Tudor Publishers. 1995. ISBN 978-0-936389-27-1.
- McDowell, Jonathan. . Jonathan's Space Report. July 15, 2007  [2007-10-24]. （原始内容存档于2012-05-26）.
- Menzel, D. H.; Minnaert, M.; Levin, B.; Dollfus, A.; Bell, B. . Space Science Reviews. 1971, 12 (2): 136–186. Bibcode:1971SSRv...12..136M. doi:10.1007/BF00171763.
- Moore, Patrick. . Sterling Publishing Co. 2001. ISBN 978-0-304-35469-6.
- Price, Fred W. . Cambridge University Press. 1988. ISBN 978-0-521-33500-3.
- Rükl, Antonín. . Kalmbach Books. 1990. ISBN 978-0-913135-17-4.
- Webb, Rev. T. W.  6th revised. Dover. 1962. ISBN 978-0-486-20917-3.
- Whitaker, Ewen A. . Cambridge University Press. 1999. ISBN 978-0-521-62248-6.
- Wlasuk, Peter T. . Springer. 2000. ISBN 978-1-85233-193-1.